# Google Catalogs
Google Catalogs (Google Catálogos em português) foi um serviço de busca oferecido pelo Google que permite pesquisar produtos dentro de catálogos de diversas lojas. Foi lançado em 19 de dezembro de 2001 e descontinuado em Agosto de 2015.

## Funcionamento
Cada empresa interessada submetia o catálogo contendo os seus produtos oferecidos. Então esse catálogo é simplificado e colocado na web. Para que o catálogo tivesse um link para a compra no site da empresa era necessário pagar. Desde o começo do serviço algumas empresas não podem submeter seus produtos. São as que vendem tabaco, armas de fogo, e bebidas alcoólicas.